# Brooks Wackerman
Brooks Wackerman (Long Beach, 1977. február 15. –) jelenleg az Avenged Sevenfold nevű heavy metal együttes dobosa, valamint a Mass Mental, és a Big Talk együttesben is dobol. Korábban dobolt a Bad Religion, Tenacious D, Infectious Grooves, Korn, Suicidal Tendencies, Bad4Good, The Vandals, Fear and The Nervous System együttesekben.

## Élete
Brooks apja, Chuck Wackerman is dobos, már 5 éves korában elkezdte tanítani őt. Testvérei: Chad Wackerman, John Wackerman. (Szintén dobosok).  
Jelenlegi zenekarok: 
- Avenged Sevenfold (2016-)
- Mass Mental (2002-)
- Big Talk (2011-)

Korábbi zenekarok:
- Bad Religion (2001-2015)
- Korn (1994-1994)
- Infectious Grooves (1993-2000)
- Suicidal Tendencies (1997-2001)
- Tenacious D (2005-2008)
- Bad4Good
- The Vandals
- Fear and the Nervous System

## Fordítás
- Ez a szócikk részben vagy egészben  a   Brooks Wackermann című angol Wikipédia-szócikk ezen változatának fordításán alapul.  Az eredeti cikk szerkesztőit annak laptörténete sorolja fel. Ez a jelzés csupán a megfogalmazás eredetét és a szerzői jogokat jelzi, nem szolgál a cikkben szereplő információk forrásmegjelöléseként.